# 丸守発電所
丸守発電所(まるもりはつでんしょ)は、福島県郡山市熱海町熱海5丁目にある水力発電所である。東京電力リニューアブルパワーが運営する。

## 概要
1921年（大正10年）に完成した水力発電所。完成当時は大峰発電所と呼ばれていた。1942年（昭和17年）に丸守発電所に改称。
猪苗代湖より取水した安積疏水の水を利用しており、同じく疏水を利用する沼上、竹ノ内の両水力発電所とともにその電力を利用した製糸業などの産業を支えた。
建物は上部がアーチ状になった開口部や縦長の上げ下げ窓など、当時の洋風建築の要素が取り入れられており、近代建築の遺構として貴重なことから2002年（平成14年）に土木学会選奨土木遺産に、また、2009年（平成21年）には近代化産業遺産（東北開発）に認定された。
磐梯熱海温泉の温泉街からすぐの場所にあり、平日であれば事前に申し込めば見学が可能。
| 丸守発電所     | 丸守発電所 |
| -------------- | ---------- |
| 形式           | 水路式     |
| 認可出力       | 5,900 kW   |
| 最大使用水量   | 8.18 m3/s  |
| 有効落差       | 87.36 m    |
| 水車発電機台数 | 3          |
| 運用開始       | 1921年     |

## アクセス
- 鉄道 - JR磐越西線 磐梯熱海駅から車で3分、徒歩6分
- 車 - 磐越自動車道磐梯熱海ICから車で6分